# چشمان سیاه (فیلم ۱۳۸۱)
چشمان سیاه فیلمی به کارگردانی ایرج قادری و نویسندگی محمدهادی کریمی و تهیه‌کنندگی مرتضی شایسته محصول سال ۱۳۸۱ است.

## خلاصهٔ داستان
غزل دلاویز و سورنا در یک دانشکده تحصیل می‌کنند و هر دو شاعرند. غزل به دلیل ناراحتی چشمی از تحصیل در دانشگاه انصراف می‌دهد و پس از مدتی بینایی‌اش را از دست می‌دهد. سورنا که نگران سرنوشت غزل شده به سراغ او می‌رود تا در درس‌های دانشگاهی کمکش کند و به تدریج میان آن‌ها علاقه‌ای ناگفته به وجود می‌آید و …

## جشنواره‌ها
فیلم چشمان سیاه در هشتمین دورهٔ جشن خانهٔ سینما حضور داشته است.